# Araneus indistinctus
Araneus indistinctus är en spindelart som först beskrevs av Carl Ludwig Doleschall 1859.  Araneus indistinctus ingår i släktet Araneus och familjen hjulspindlar. Inga underarter finns listade i Catalogue of Life.